# 南卡累利阿奥洛涅茨政府
奥洛涅茨政府，後來稱為奧洛涅茨臨時政府（芬蘭語：Aunuksen väliaikainen Hallitus，是一个短暂存在的未被承认的国家，于1918年5月15日宣布建立（当时名为南卡累利阿奥洛涅茨政府），当时芬兰对苏俄宣战。1919年4月23日佔領奧洛涅茨後，該國在奧洛涅茨遠徵期間更名為奧洛涅茨臨時看守政府（芬蘭語：Aunuksen väliaikainen hoitokunta，利維卡累利阿語：Anuksenlinnun aijalline beroguskundu）。奧洛涅茨政府於1920年5月成立，並得到了芬蘭的認可和支持，芬蘭以貸款和志願者的形式向该政府提供支持。1919年6月27日，在蘇俄佔領維泰萊後，政府流亡芬蘭。1920年10月，奧洛涅茨政府與东卡累利阿共和国合併成立卡累利阿聯合政府。
奧洛涅茨政府由位於赫爾辛基的奧洛涅茨委員會管轄。該委員會負責與奧洛涅茨政府有關的貨幣、地理和軍事事務，其行動於1919年6月30日獲得芬蘭政府批准。奧洛涅茨志願軍於1919年7月左右創建，是事實上的軍隊奧洛內茨政府的力量。奧洛涅茨政府也在奧洛涅茨政府控制下的大多數城市和村莊設立了白衛隊。